# Bolmaren
Die Bolmaren war ein schwedisches Frachtschiff, das von der Reederei AB Transatlantic, Göteborg, im Herbst 1954 bei der Werft LMG Orenstein & Koppel und Lübecker Maschinenbau AG unter der Baunummer 508 in Auftrag gegeben wurde. Der Stapellauf erfolgte am 12. Juli 1955, die Schiffsübergabe an den Reeder am 29. Oktober 1955. Das Schiff wurde vorwiegend im Dienst nach Westafrika eingesetzt.

## Späterer Einsatz
Am 9. August 1968 wurde das Schiff an die Goodwin Shipping Co Ltd., Liberia, verkauft und fuhr unter dem Namen Golden Phoenix. 1973 erfolgte der Weiterverkauf an Chittin Tanthuwanit Shipping Co Sa, Panama, die es unter dem Namen Chittin Tanthuwanit einsetzte. 1979 ging das Schiff an Mah Boonkrong Shipping Co, Ltd. Bangkok, Thailand und wurde im Jahr 1980 zum Abbruch an Chien Yu Industrial Co. Ltd. in Kaohsiung, Taiwan, verkauft.